# Secobarbital
Secobarbitalul (denumit și secobarbitonă) este un derivat barbituric, fiind utilizat ca sedativ-hipnotic. Calea de administrare disponibilă este cea orală. Molecula a fost patentată în 1934 în Statele Unite.

## Utilizări medicale
Secobarbitalul este utilizat ca medicament sedativ și hipnotic, pentru inducerea somnului în insomnii (dar de scurtă durată). În prezent mai este doar rar utilizat, datorită unor alternative mai bune, precum benzodiazepinele.

## Farmacologie
Ca toate barbituricele, secobarbitalul acționează ca modulator alosteric pozitiv al receptorului de tip A pentru acidul gama-aminobutiric (R GABAA), reducând excitabilitatea neuronilor.